# Szentendre
Szentendre (ˈsɛntɛndɾɛ, Sant Andreu) és una ciutat hongaresa del departament de Pest, prop de la ciutat de Budapest.
Szentendre és coneguda pels seus museus, galeries d'art i artistes. A causa del seu caràcter pintoresc i la facilitat d’accés per ferrocarril i vies navegables, es va convertir ràpidament en una destinació popular per als turistes que visiten Budapest i, com a resultat, hi ha un gran nombre de botigues i restaurants, que només depenen de turistes estrangers.
Poblat durant més d’un mil·lenni, es deia a l’època romana Ulcisia Castra (el castell dels llops). Durant els anys 1500, es va convertir en el centre de la comunitat sèrbia a Hongria.
A la dècada del 1700, després de l'alliberament dels turcs, Szentendre va experimentar una forta immigració dels Balcans, principalment Sèrbia, Dalmàcia, Grècia, així com Eslovàquia i Alemanya, que es van fusionar amb la massa de magiars indígenes. Segons les estadístiques de 1720, el 88 % dels habitants de Szentendre eren eslaus del sud, majoritàriament serbis. Szentendre segueix sent avui un " petit tros de sèrbia »on regna una atmosfera mediterrània amb arquitectura principalment barroca, carrers estrets empedrats, esglésies de totes les religions.

## Galeria

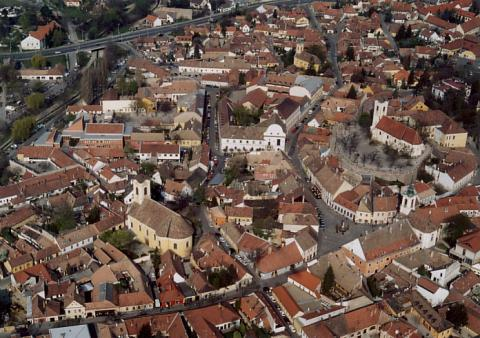
Foto aèria
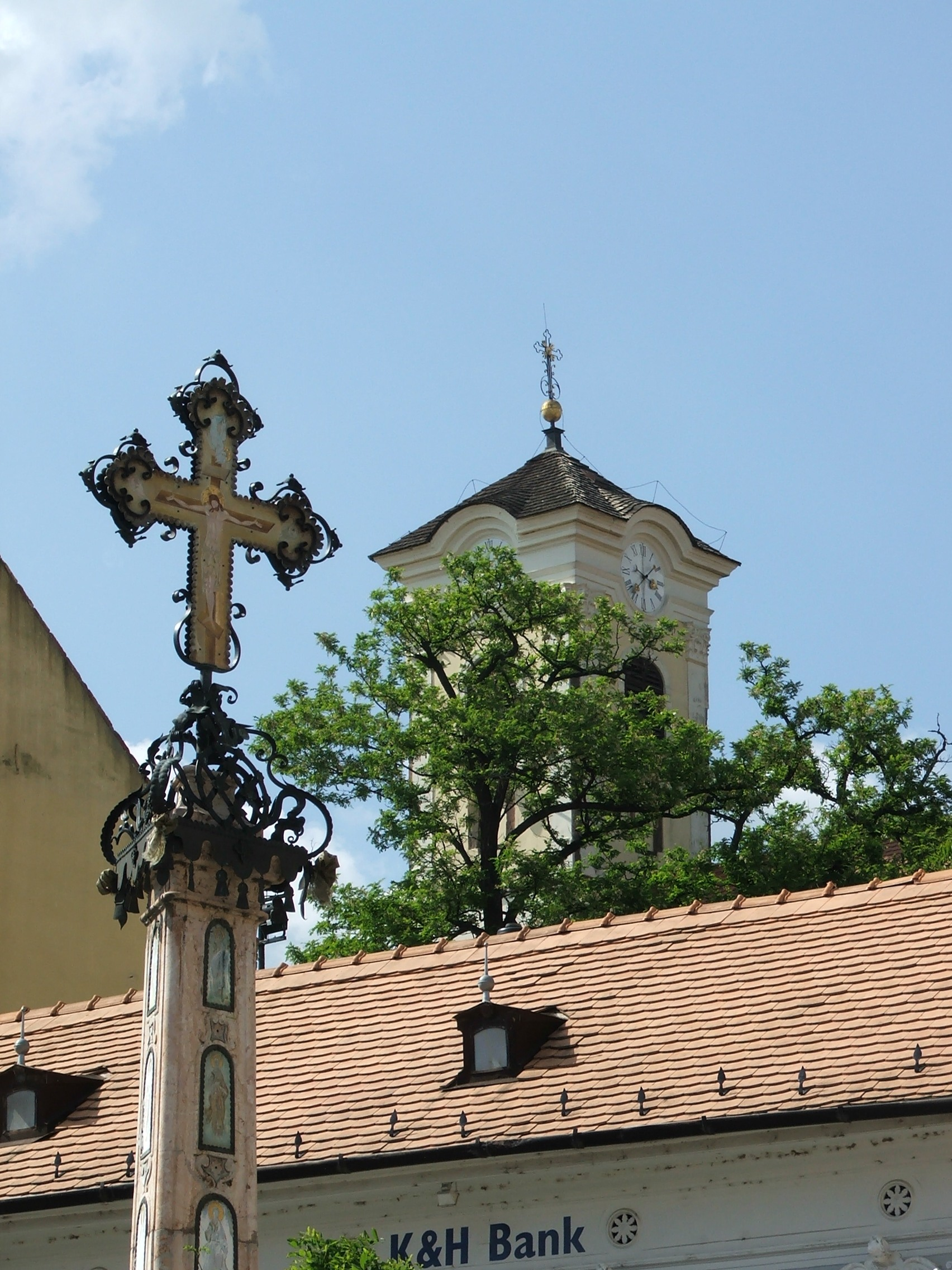
Església de Szentendre
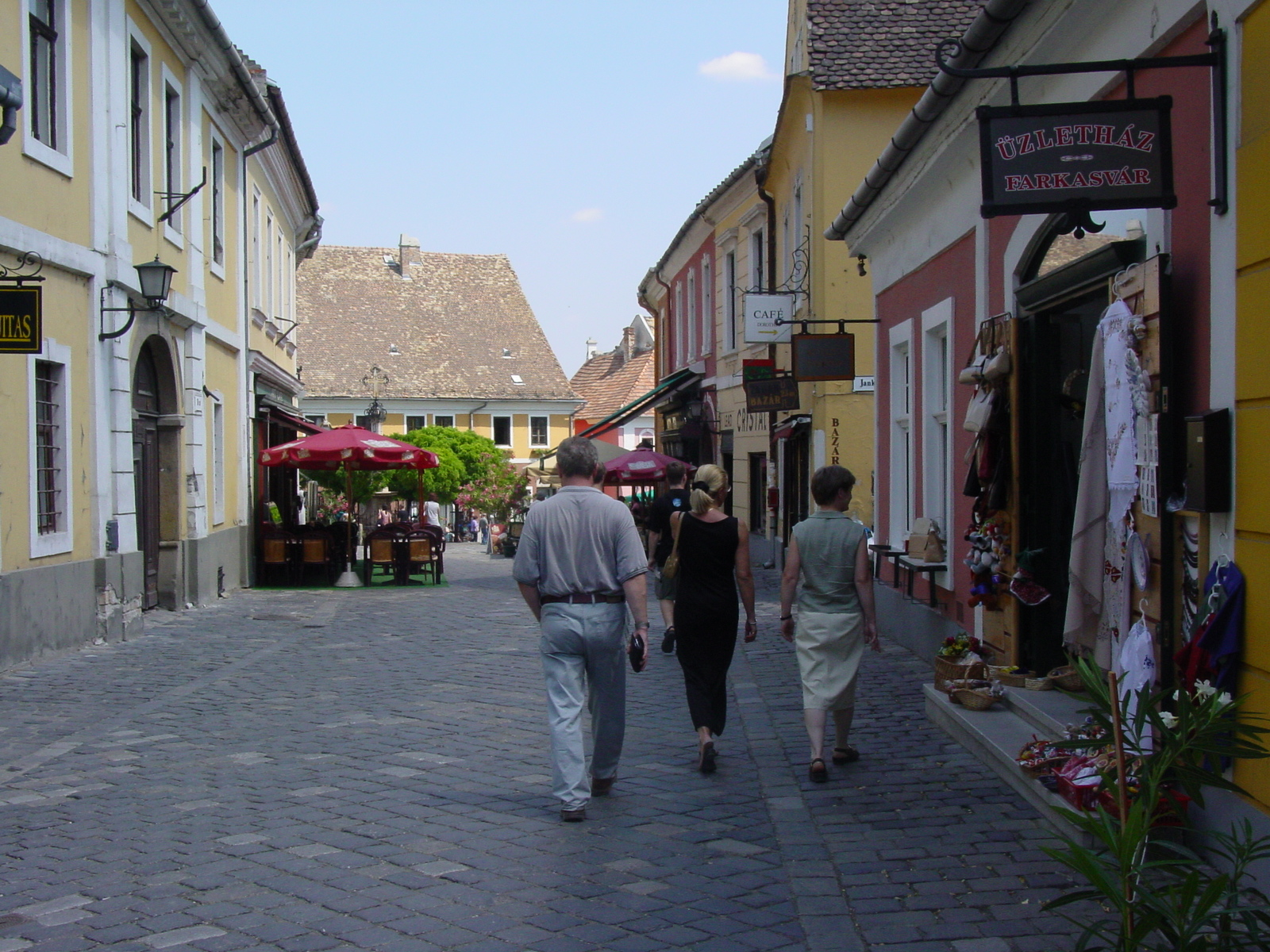
Carreró típic de Szentendre
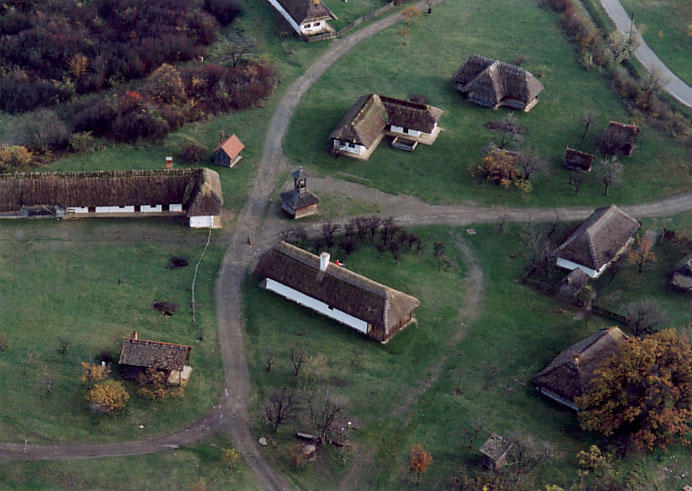
Ecomuseu
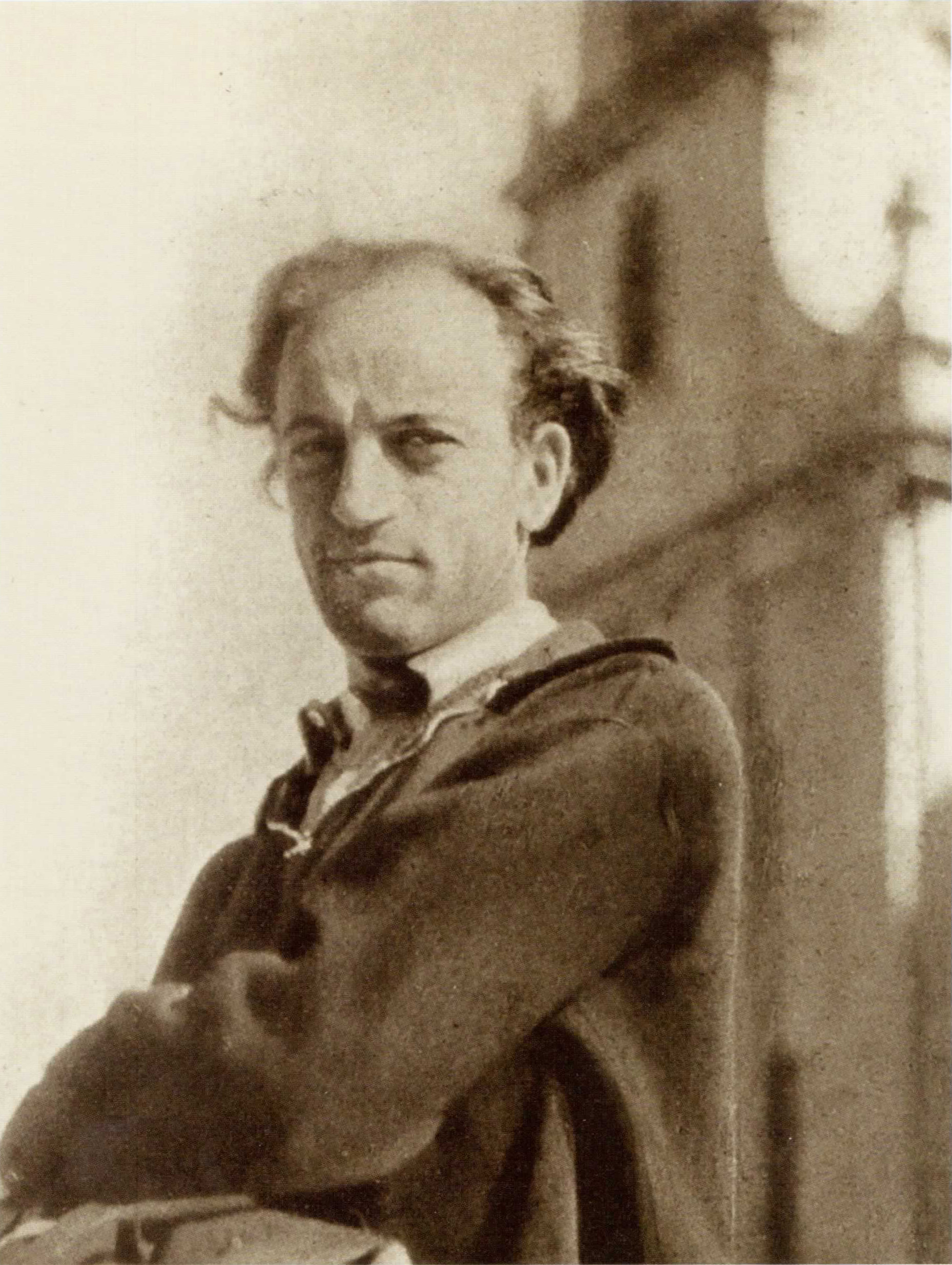
Lajos Vajda a Szentendre el 1939
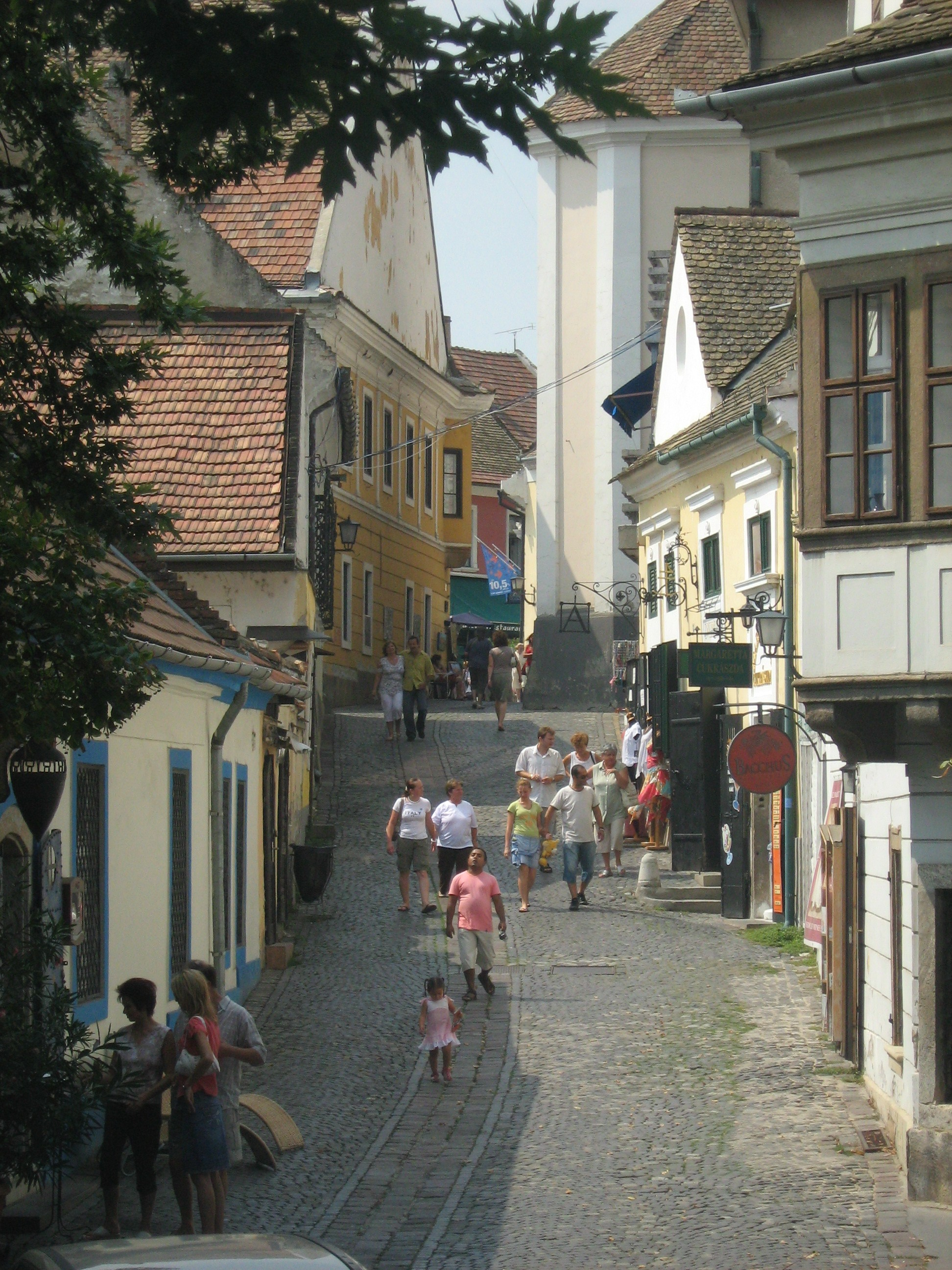
Carrer Görög